# Coll de Segalera
El Coll de Segalera és una collada d'alta muntanya situada a 2.183 m alt del límit dels termes comunals d'Er i de Llo, tots dos de la comarca de l'Alta Cerdanya, a la Catalunya del Nord.
És a l'est del terme d'Er i a l'oest del de Llo, cap a la meitat dels termes respectius. És al sud-est mateix del Pic de Segalera, al sud-oest del Bosc Comunal de Llo.
El Coll de Segalera està inclòs en moltes de les rutes excursionistes del sector dels Pirineus cerdans.